# حبطن
حبطن: إحدى مراكز محافظة محايل. تقع في شمال غرب المحافظة على مسافة 41 كيلاً، ويقطنها 388 نسمة.